# Nibbler (Futurama)
Nibbler is een personage uit de animatieserie Futurama. Zijn stem wordt gedaan door Frank Welker.
Nibbler is een buitenaards wezen van het Nibblonian ras. Hij doet zich aanvankelijk voor als Leela’s huisdier.

## Naam
De ware naam van het personage wordt nooit gegeven, daar het volgens hem vele mensenlevens zou duren om hem uit te spreken. Zijn naam Nibbler kreeg hij van Leela toen die hem vond en als huisdier nam. Deze naam gaf ze hem vanwege zijn gave om dieren te eten die veel groter waren dan hijzelf.

## Vaardigheden
Nibbler is zeer intelligent en in staat tot communicatie. Hij gebruikt zijn hersenen om menselijke spraak te simuleren daar zijn echte taal voor mensen onverstaanbaar is. Dit doet vermoeden dat hij telepathische krachten bezit.
Het grootste deel van de serie doet Nibbler zich voor als een dom huisdier om zo in het geheim zijn missie uit te voeren. Hij moet de aarde, en dan vooral Fry, beschermen tegen de Brainspawn. Hij onthult zijn missie alleen aan iemand als hij zeker weet dat hij achteraf het geheugen van die persoon zal wissen.
Nibblers uitwerpselen bevatten de stof Dark Matter, die kan worden gebruikt als brandstof voor ruimteschepen. Deze Dark Matter is zo zwaar dat zelfs Bender moeite heeft om het op te tillen.
Nibbler kan, net als de rest van zijn ras, levensvormen verslinden die vele malen groter zijn dan hijzelf. Zijn enorme eetlust komt waarschijnlijk omdat zijn lichaam het omzet tot Dark Matter. Volgens Leela is Nibbler "An adorable unstoppable killing machine."

## Soort/ras
Nibblers ras komt van de planeet Eternium. Dit ras bestond al 17 jaar voor de Big Bang, en is daarmee het oudste ras in het universum. Individuele Nibblonians leven erg lang. Nibbler zelf is de 1000 jaren al gepasseerd.

## Doel
Nibblers ware oorsprong en doel in de serie werden al ruim van tevoren gepland door de producers, maar alleen echt onthuld in de afleveringen The Day the Earth Stood Stupid en The Why of Fry. Wel is in de eerste aflevering al een korte scène te zien waarin een schaduw die sterk op die van Nibbler lijkt verschijnt naast de stoel waar Fry op zat, kort voordat deze in de vrieskamer viel.
Nibbler was verantwoordelijk voor het feit dat Fry werd ingevroren. Hij duwde de stoel om zodat Fry in de machine belandde. Nibbler en zijn ras wisten dat ze Fry nodig hadden in het jaar 3000 voor de strijd tegen de Brainspawn, daar Fry als enige immuun was voor deze wezens.
Nibblers huidige taak is om Fry te helpen Leela's hart te veroveren. Dit eiste Fry van hem daar Nibbler ervoor had gezorgd dat Fry zijn leven in het jaar 2000 moest opgeven.

## Trivia
- Hoewel Nibbler pas als personage wordt geïntroduceerd in Love's Labour's Lost in Space, doet hij feitelijk al mee vanaf de eerste aflevering. Hierin is zijn schaduw even te zien.
- Er zijn geruchten dat het personage genoemd is naar Frank Welkers personage Niddler in de animatieserie Pirates of Dark Water.